# Capen (cratère martien)
Pour les articles homonymes, voir Capen.
Capen est un cratère d'impact de 70 km de diamètre situé sur Mars dans le quadrangle d'Arabia par 6,5º N et 14,2º E. Il a été nommé récemment en référence à l'astronome américain Charles Capen, du JPL et de l'observatoire Lowell.
Ce cratère est demeuré anonyme jusqu'à ce qu'on y relève des bandes de déformation caractéristiques de déplacements de terrains localisés provoquant des cisaillements entre bandes de quelques kilomètres de longueur pour quelques mètres de largeur,.